# Liturgie de saint Jacques
La liturgie de saint Jacques, aussi appelée liturgie de Jérusalem, se forme au IVe siècle et disparaît de l’usage normatif vers le XIIe siècle. En amont l’influence du judaïsme en fait un sujet d’étude intéressant pour comprendre l’origine d’institutions chrétiennes aussi centrales que la messe ou la fête de Pâques. En aval elle influença bon nombre d’autres traditions liturgiques, en Orient comme en Occident. Ce double aspect justifie un traitement spécial dans le cadre d’un portail sur le christianisme.

## Remarques préliminaires
Le rite de Jérusalem était connu principalement à l’époque moderne par la Liturgie de saint Jacques, dont il existe une bonne douzaine d’éditions depuis le XVIe siècle. Il passe au premier plan de la recherche liturgique peu avant la Première Guerre mondiale par la découverte de trois documents fondamentaux :
- le manuscrit unique du récit qu’une matrone gallo-romaine, Égérie, a fait de son pèlerinage en Orient à la fin du IVe siècle (1884),
- les rubriques liturgiques d’un manuscrit du vieux lectionnaire arménien, traduites en anglais par Frederick Cornwallis Conybeare (en) en 1905[1],
- les rubriques de deux manuscrits du vieux lectionnaire géorgien, éditées et traduites en russe par Korneli Kekelidze (en) en 1912[2].

Les bibliothèques de manuscrits grecs et géorgiens, au Sinaï, à Tbilissi, à Grottaferrata, conservent des manuscrits issus plus ou moins directement de la Palestine byzantine. Ces manuscrits sont loin d'avoir été tous édités à l’heure actuelle. Le domaine de recherche comprend aussi des calendriers, des horologes, des manuscrits hymniques et homilétiques, surtout en géorgien, auxquels s'ajoutent les manuscrits bibliques qui contiennent des notations liturgiques, dans toutes les langues parlées autrefois en Palestine chrétienne (araméen syro-palestinien, arabe, géorgien).
Les Géorgiens étaient installés en Terre sainte dès le début de la période byzantine. Ils ont traduit dans leur langue des documents qui n’existent plus en grec, leur langue d’origine. Ils ouvrent un champ de recherche passionnant sur les origines de la liturgie chrétienne.

## Euchologie
Par « euchologie » on entend tout ce qui concerne les mots de la liturgie, c’est-à-dire les prières. Le terme s'étend aux rubriques, aux explications, qui les accompagnent dans les manuscrits. Une partie seulement du matériel est suffisamment connue pour pouvoir être indiquée ici.

### La Liturgie de saint Jacques frère-de-Dieu

#### Structure
La structure générale de cette Liturgie n’est pas différente des autres formulaires de messe que nous connaissons, à savoir :
- la liturgie de la parole (dite aussi des catéchumènes, car ouverte autrefois aussi aux non-baptisés). Elle comprend des chants et des lectures bibliques.
- la liturgie des fidèles. Elle comprend l’offrande, et la consécration, du pain et du vin en vue de la communion. La terminologie grecque à Jérusalem à l’époque byzantine parle de « proscomidie », équivalent d’ « anaphore » ou encore, en araméen, « qurraba » (on trouve aussi « qurbana »).

Avant la liturgie de la parole, le formulaire géorgien prévoit une offrande préalable du pain et du vin, comparable, en plus bref, à la prothésis du rite byzantin actuel si ce n'est qu'elle prend place, en principe, à l'autel (et non dans le diakonikon). Curieusement le formulaire grec ignore cette offrande préalable, et les prières qui l’accompagnent en géorgien sont omises ou déplacées à d’autres endroits de la Liturgie. La Liturgie de saint Jacques comprend donc une forme archaïque, probablement la plus ancienne forme connue, de la prothesis, mais en même temps, dans sa version grecque, elle a omis ce rite d’offrande. La raison de son omission ressort d’une étude serrée des différences minimes entre les textes géorgien et grec : il y a en géorgien un vocabulaire sacrificiel qui tendait à faire déjà de la prothesis un sacrifice, alors que ce vocabulaire devrait être réservé à l’offrande durant la liturgie des fidèles.
La seconde partie peut se diviser en cinq sections :
- le chant d’entrée qui accompagne une procession (normalement circulaire, de l’autel à l’autel) avec le pain et le vin, suivie du symbole de foi, du baiser de paix et de diverses prières dont la plus ancienne est une prière d’offrande (à comparer à l’offertoire de la tradition latine). Cette section correspond à la « liturgie de la déposition » dont parle un auteur du IVe siècle, Théodore de Mopsueste.
- la prière eucharistique dont la structure est rigoureusement trinitaire et comprend :
  1. le dialogue d'introduction (pratiquement identique dans toutes les Liturgies),
    - une prière de louange (une eucharistie, au sens étymologique) au Dieu créateur,
    - le Trishagion ou Sanctus.

  2. une prière de louange avec anamnèse de l'économie du salut, qui revient, dans Saint-Jacques (ce qui est une des particularités de cette Liturgie), à mentionner la Loi et les prophètes et puis seulement l'incarnation du Christ,
    - les paroles de l'institution eucharistique (« ceci est mon corps », etc.),
    - l'anamnèse, au sens propre (« nous souvenant donc… » : mention des événements marquants de la vie du Christ, y compris de son retour à la fin des temps…),
    - l'oblation (« nous t'offrons… »).

  3. l'épiclèse.
- la commémoraison solennelle des vivants et des défunts, dite aussi mémentos ; cette prière, à Jérusalem, existe sous deux autres formes diaconales (c’est-à-dire dites par le diacre), l’une pour la fin de la liturgie de la parole, où elle porte, en géorgien, le nom de kuereksi (qui viendrait d’un mot grec : kêruxis, kéryxie), l’autre pour l’anaphore : le diacre disait tout haut un formulaire équivalant à celui que disait le prêtre tout bas au même moment. La comparaison de ces trois formulaires avec, en amont, la prière juive des XVIII bénédictions (et, en aval, la « grande synaptie » byzantine), permet de supposer une origine commune, vraisemblablement judéo-chrétienne[5].
- le Notre-Père et les prières qui l’entourent, jusqu'à l'élévation du pain (et du vin) ;
- la communion avec la fraction du pain qui précède (et les autres gestes rituels : immixtion, ou ultérieurement commixtion, d'une parcelle dans le calice, etc.) et l’action de grâces qui la suit.

#### Remarques sur sa formation
Dans sa cinquième catéchèse mystagogique, Jean II fait un commentaire suivi des prières de la messe, ce qui permet de se faire une idée du formulaire en usage à Jérusalem à la fin du IVe siècle (peu avant Juvénal à qui, par comparaison, il faut probablement attribuer la forme la plus ancienne de la Liturgie mise sous le nom de Jacques le Juste). Et au début de ce siècle, Eusèbe de Césarée fait une intéressante référence à la prière eucharistique en usage en Palestine. En outre, on trouve chez Origène, dans la première moitié du IIIe siècle, une curieuse allusion à l'offrande eucharistique. Si l'on ajoute que la prière des XVIII bénédictions a exercé une influence sur la formation d'une prière essentielle dans la liturgie de Jérusalem (comme on vient de le voir), ces sources permettent de proposer quelques hypothèses sur la formation de l'anaphore eucharistique à Jérusalem (ou d'abord à Césarée ?).
1. Le Trishagion et les mémentos ont une source commune : les XVIII bénédictions. Ils ne faisaient pas partie de la forme archaïque de la Liturgie eucharistique, puisque les XVIII bénédictions sont une prière de la liturgie des heures (du soir et du matin, ou peut-être, dans le judéo-christianisme, des trois petites heures). Eusèbe fait déjà allusion au Trishagion mais pas encore aux mémentos. Dans le judaïsme palestinien, le Trishagion, la qedushâ, se disait seulement le samedi et c'est de là qu'il a dû s'introduire, par un intermédiaire judéo-chrétien, dans la prière eucharistique palestininenne.
2. Le texte d'Origène montre l'existence d'une épiclèse sur le pain au nom de la sainte Trinité. Ceci suggère une allusion au rite de l'élévation du pain et du vin avant la communion, qui est effectivement, dans Saint-Jacques, trinitaire, et non à l'oblation de la prière eucharistique, juste avant l'épiclèse, qui contient également une formule d'offrande (mais non-trinitaire). Dans la première catéchèse mystagogique (§ 7), Jean II fait lui aussi allusion à cette offrande-épiclèse trinitaire avant la communion, ce qui montre son importance à un moment où l'oblation-épiclèse de la prière eucharistique n'était pas encore tout à fait formée.
3. Comment, dans ces conditions, se représenter la prière eucharistique aux deuxième et troisième siècles ? Il faut sans doute distinguer deux choses :
  - Le rite de « communion », qui hérite du rite de la « fraction du pain » dont il est question dans le Nouveau Testament. La prière comportait une offrande trinitaire du pain (et du vin, mais ceci ne semble pas avoir été en usage dans toutes les communautés), ou plus exactement une épiclèse trinitaire sur le pain, tout comme le baptême se fait au nom de la sainte Trinité. Ce rite devait se pratiquer assez régulièrement, à la suite de l'office des lectures et de la prédication. C'est la forme prise par l'eucharistie dans les communautés judéo-chrétiennes, qui devaient connaître en outre, au moment de la célébration juive de Pâques, chaque année donc, un rite plus élaboré, comportant une anamnèse christologique ainsi que les paroles de l'institution eucharistique.
  - Une prière de type plus charismatique, en usage dans les communautés d'origine païenne. Elle était centrée sur le Christ dont on faisait mémoire (avec, éventuellement, les paroles de l'institution eucharistique). Elle demandait à Dieu (au Christ) l'envoi de son Esprit (sur le célébrant ou l'assemblée, mais non sur le pain ou le vin). Et elle comportait une offrande du pain et du vin, une oblation. On trouve traces de prières de ce genre d'une part dans des écrits gnostiques comme les Actes de Thomas ou les Actes de Jean à Rome, et d'autre part dans les prières que j'appellerais la « parastase », où le prêtre, dans toutes les Liturgies orientales, confesse son indignité au moment d'approcher l'autel pour y offrir l'eucharistie. Dans Saint-Jacques, précisément, des prières de ce style font également mémoire du Christ et demandent l'envoi de l'Esprit saint sur le célébrant (c'est le cas dans la première partie de la prière dont il est question note 8 ci-dessous).
4. La Liturgie eucharistique à Jérusalem au IVe siècle serait le résultat du rapprochement entre ces deux courants fondamentaux dans l'histoire du paléochristianisme. Au siècle suivant, Juvénal de Jérusalem y ajoutera sa dernière touche en adaptant le formulaire plus ancien sur le modèle de la prière eucharistique des Pères cappadociens (Saint Grégoire de Nazianze et Saint Basile), où l'oblation-épiclèse suit les paroles de l'institution eucharistique, alors que, pour Jean II encore, l'oblation et l'épiclèse devaient les précéder.

### Les Présanctifiés de saint Jacques
Un office de Présanctifiés est un office de communion qui utilise les saints dons (le pain et le vin) consacrés lors d’une célébration précédente. Son origine vient de l’usage de communier les jours de jeûne, alors que l’on évitait de célébrer l’eucharistie ces jours-là, l’eucharistie ayant toujours quelque chose de festif (le Rite romain conserve le souvenir de cet usage : l’interdiction de célébrer l’Eucharistie le Vendredi saint). En pratique, dans le rite byzantin actuel, cet office s’insère dans la liturgie du soir, les vêpres, chaque mercredi et vendredi pendant le temps de carême. Du lundi au vendredi la célébration de l’eucharistie est interdite. La communion utilise donc le pain et le vin consacrés le dimanche précédent. Le lectionnaire de Jérusalem mentionne cet office chaque soir durant les troisième et deuxième semaines avant Pâques, probablement parce que la troisième semaine avant Pâques représentait, dans une ancienne tradition, le début de la préparation au baptême et du jeûne pascal.
Comme dans la pratique actuelle, l’office se célébrait le soir. Une étude rapprochée de la place des lectures bibliques, qui n’étaient pas les mêmes que la série des lectures de l’office du soir de carême, permet de supposer qu’à l’origine il précédait l’office du soir, alors que pour les copistes des manuscrits, les deux séries de lectures ont été mélangées dans le cadre du même office, à savoir l’office des vêpres (ce qui est aussi la pratique actuelle dans le rite byzantin). À l’origine, l’usage était de rompre le jeûne dans l’après-midi, à la 9e heure, donc avant l’office des vêpres qui avait lieu à partir de la 10e heure. Il restait donc du temps pour prendre son repas après avoir communié, avant l’office du soir. C’est en effet après la communion que l’on peut prendre son repas ces jours-là, comme dans le rite actuel. Dans la pratique actuelle, la célébration de l’office du soir est souvent fort avancée, parfois même dans la matinée.
Les manuscrits géorgiens conservent un formulaire de liturgie présanctifiée où quelques prières sont empruntées à la Liturgie de saint Jacques. La célébration des Présanctifiés est sans doute plus ancienne à Jérusalem qu’à Constantinople, qui a développé son propre formulaire, souvent attribué à saint Grégoire (parfois à saint Épiphane). La première attestation d’un office de Présanctifiés est à chercher dans le rite d’Alexandrie, au Ve siècle, selon une allusion de l’historien Socrate de Byzance (Histoire ecclésiastique, V 22).
Il faut distinguer l’office des Présanctifiés, qui est un rite cathédral, c’est-à-dire un rite de l’église en présence ou au nom de l’évêque local, des offices de communion privée, qui sont caractéristiques du rite monastique. De tels offices sont attestés dès le IXe siècle. L’office des « typiques » de l’horologion byzantin actuel garde un souvenir de cet usage.

### Sources
Charles Mercier, La Liturgie de saint Jacques : édition critique du texte grec avec traduction latine, Patrologia Orientalis, 26 (1946), 115-256
Michael Tarchnišvili, Liturgia Sancti Jacobi, dans Liturgiæ Ibericæ antiquores (CSCO 122 & 123), t. I, p. 1-34 et II, p. 1-25, Louvain, 1950 ; J. Jedlička, Das Prager Fragment der altgeorgischen Jakobusliturgie, Archiv Orientalni, 29 (1961), 183-196 (début du même manuscrit)
Michael Tarchnišvili, Missa Præsanctificatorum, dans Liturgiæ Ibericæ antiquores (CSCO 122 & 123), t. I, p. 93-101 et II, p. 123, p. 71-77, Louvain, 1950 ; B. Outtier, Fragments onciaux du Lectionnaire géorgien, Bedi Kartlisa, 33 (1975), 110-118

## Liturgie hebdomadaire

### Mercredis et vendredis, jours de station
Le latin statio, qui veut dire à la fois jeûne et jour de jeûne, vient de la traduction de l’hébreu ma‘amad. Une station désigne une division du peuple d’Israël en autant de classes qu’il y a de divisions de la tribu sacerdotale (mishna Taanit, 2, 7, 4, 2-3 ; Megilah, 3, 4 ; Tamid, 5, 6 ; Bikurim, 3, 2) ; il s’agit, en somme, des Israëlites non prêtres qui habitaient dans la même région que la classe sacerdotale dont c’était le tour de garde (mishmar), le tour de servir, dans le temple (il y aurait à cette époque, vingt-quatre classes sacerdotales servant chacune une semaine). Les an’shê ma‘amad participaient au culte sacrificiel en l’accompagnant par la prière, soit à Jérusalem même par une délégation restreinte soit dans les villages d’où provenait la classe sacerdotale, où ils se réunissaient, curieusement, pour la lecture du ma‘aseh bereshit (= Gn. 1 - 2, 3) ; le jeûne jusqu’au soir est observé du lundi au jeudi.
Parallèlement s'est développée la tradition de jeûne chaque lundi et jeudi, dont font état les sources juives (mishna Ta‘anit, 1, 4-6.9) ainsi qu'un texte chrétien de la fin du premier siècle (Didachè, 8, 1), pour dire que les chrétiens ont choisi à la place les mercredis et vendredis. Ces deux jours sont demeurés officiellement jours de jeûne (ou d'abstinence) jusqu'au soir, dans certains courants du monachisme oriental.
À Jérusalem comme partout ailleurs dans l'antiquité chrétienne, le mercredi et le vendredi sont des jours de station. D'après Égérie, ces jours-là on se rend à l'église de Sion pour l'office de la neuvième heure où se célèbre l'oblation (l'eucharistie). On va ensuite en procession à l'Anastasis pour l'office du soir (chapitre 27). Elle relate d'autres détails : durant le temps de carême, l'oblation est supprimée pour permettre aux « hebdomadiers » de ne pas rompre le jeûne (ce jeûne de plusieurs jours rappelle celui des an’shê ma‘amad) ; lors d'une fête de martyrs qui tomberait un mercredi ou un vendredi, l'oblation a quand-même lieu en carême ; et durant le temps pascal, le jeûne est supprimé tandis que l'oblation est placée le matin, comme un dimanche habituel. D'autres sources montrent qu'avant le IVe siècle l'eucharistie était bien célébrée les jours de jeûne (mercredis et vendredis), le matin (Tertullien, De oratione, 19, 1-4) ; et que c'est bien après l'office de la neuvième heure (et non après l'office du soir) que le jeûne était rompu (id., 2, 3 ; 10, 2.5 ; Épiphane, Panarion, Expositio fidei, 22, 1-5).
Les deux lectionnaires (arménien et géorgien) ne donnent pas les textes qui auraient été lus à l'eucharistie des mercredis et vendredis du temps ordinaire. Il s'agissait notamment des évangiles du cycle  de l'année liturgique de Jérusalem. Ils conservent seulement le cycle quadragésimal pour ces deux jours : l'office de lectures est déplacé de la 9e à la 10e heure, bien que se trouvant à Sion. Le lectionnaire géorgien donne des lectures pour d'autres jours du carême, y compris pour les samedis et dimanches où ces lectures peuvent remonter à l'époque contemporaine du vieux lectionnaire arménien (début du Ve siècle). L'office du soir en semaine semble désormais se faire chaque jour à Sion (et non seulement les mercredis et vendredis).
Le lectionnaire géorgien fait allusion à l'office des Présanctifiés. Il est certain que ce rite est introduit à l'origine pour répondre au problème évoqué par Égérie (comment communier les mercredis et vendredis de carême, alors que la célébration de l'eucharistie est réservée aux samedis et dimanches de carême). La couche ancienne des rubriques relatives à cet office suggère même que les lectures suivies de la communion se faisaient avant l'office du soir, donc dans le cadre de l'office de la neuvième heure, ce qui est l'usage ancien pour l'office à Sion, attesté par Égérie. Dans le rite byzantin actuel, et dans la seconde couche du lectionnaire géorgien, la communion a lieu après l'office du soir, dans lequel les lectures sont insérées.

### Vigiles du samedi
La pèlerine Égérie évoque une vigile (une nuit de veille) à l’Anastasis du vendredi soir au samedi matin pendant le temps de carême (27, 7 ; 29, 1). Des vigiles du samedi sont mentionnées par Cassien comme un héritage apostolique : « depuis l’origine de la religion et de la foi chrétienne au temps de la prédication apostolique » (Institutions cénobitiques, III 91) « observée jusqu’à ce jour dans tout l’Orient » (ibid., 91). Elles ne semblent pas être entrées dans le rite cathédral ordinaire, puisqu’on n’en trouve aucune indication explicite dans le lectionnaire ; toutefois, on peut observer dans le cycle du carême du lectionnaire géorgien un cas de « vêpres + Liturgie » le quatrième samedi avant Pâques (no 463) et de même le dernier samedi (la nuit avant la vigile pascale), où le document mentionne la célébration de l’office du matin (no 704 et no 168+) suivi d’un tropaire et de lectures (no 705-707 ; no 169+-173+). Le document grec qui contient les rubriques de la Grande Semaine (stavrou 43, voir ci-dessus) décrit avec un certain détail cette vigile, appelée « agrypnie ».
Ce type de vigile appartient à la liturgie monastique et non à la liturgie cathédrale proprement dite, c’est-à-dire en présence de l’évêque. Le document grec en question le dit explicitement en indiquant que la rubrique concerne les moines « spoudaïtes » (c’est-à-dire du monastère du spoudaeon rattaché à l’Anastasis dès le Ve siècle) et que l’évêque n’arrive à l’Anastasis qu’à la fin de la vigile pour l’office du matin. D’autre part le texte fait allusion à la lecture du psautier dont il cite le premier verset. Ceci est caractéristique des vigiles monastiques du rite palestinien.
Il est difficile d'expliquer la présence de cette vigile du samedi sans admettre l'importance de l'héritage et de l'influence juive sur la formation de la liturgie chrétienne. Car si l'on veille la nuit du vendredi au samedi, ce ne peut être qu'à cause du repos sabbatique, du shabbat, jour principal de la semaine dans la Bible et le judaïsme.

### Vigiles de la résurrection
Dans le rite byzantin actuel, chaque semaine a lieu un office de vigiles (d’agrypnie), qui revient à célébrer l’un à la suite de l’autre l’office des vêpres et l’office des matines, toutefois avec plus de solennité que les autres jours. On y fait par exemple une « litie » (une procession) à la fin des vêpres, on lit un Évangile relatif à la résurrection de Jésus, on chante un « canon » propre au thème de la résurrection. C’est ce que les liturgistes appellent les « vigiles de la résurrection » ou « vigiles cathédrales hebdomadaires ». L’origine de cet office, et une part significative de sa structure et de son contenu, se trouve dans la liturgie de Jérusalem, dont on peut suivre l’évolution à partir d’Égérie. Distinguons cinq parties à partir de cette description :
1. « Le septième jour, le dimanche, avant le chant des coqs, toute la foule s'assemble - autant qu'elle peut tenir en ce lieu, comme à Pâques - dans la basilique qui est juste à côté de l'Anastasis, mais à l'extérieur, où des lampes sont suspendues tout exprès. De crainte en effet de ne pas arriver pour le chant des coqs, ils viennent d'avance et s'assoient là. On dit des hymnes ainsi que des antiennes et on fait des prières à chaque hymne ou antienne. Car des prêtres et des diacres sont toujours là, prêts pour la vigile, en raison de la foule qui s'assemble. L'usage est en effet de ne pas ouvrir les lieux saints avant le chant des coqs. » (24, 8)
Ce n'est donc pas encore l'office des vigiles, mais plutôt une sorte de veillée, une vigile au sens étymologique, en attendant l'office proprement dit qui commence au chant du coq.
C'est le même type de prière qui a lieu chaque nuit avant l'office du matin, selon la description que fait Égérie ailleurs dans son ouvrage (24, 1, 32, 1, etc.), si ce n'est que le chant du coq marque ici la fin de la veillée et le début des vigiles alors qu'il marque le début de la veillée durant la semaine. Une fois par semaine, la veillée a donc lieu avant le chant du coq, qui est l'heure où l'on ouvre les portes de l'Anastasis, alors que la veillée quotidienne commençait dans l'Anastasis même au chant du coq, à l'heure où on l'ouvrait.
La lecture du psautier est souvent indiquée dans les sources liturgiques pendant une vigile, en particulier dans la tradition monastique, et il est vraisemblable qu'on ait ici la première attestation de cet usage. Par « hymnes et antiennes », il faut en effet entendre des psaumes bibliques, car la pèlerine ne distingue pas clairement entre les deux. D'autre part, à cette époque, les versets du psaume étaient régulièrement alternés avec une antienne, en général un des versets du psaume (souvent le premier), et se concluait par une prière (appelée « collecte » dans la liturgie latine).
Il semble que la rubrique d'un manuscrit du lectionnaire géorgien mentionnant la lecture d'un seul « livre » durant la nuit pascale (le manuscrit L, au n°740), fasse allusion à cette lecture du psautier durant une vigile, le psautier étant traditionnellement divisé en vingt parties, ou « stances ». La lecture du psautier durant des vigiles est en tous cas indiquée par le manuscrit S (voir ci-dessous note 15). D'autres détails du lectionnaire géorgien pour les vigiles pascales suggèrent que celles-ci ont conservé des éléments des vigiles hebdomadaires (voir ci-après 4).
2. « Mais dès que le coq a chanté, aussitôt l'évêque descend et pénètre à l'intérieur de la grotte, à l'Anastasis. On ouvre toutes les portes et toute la foule entre à l'Anastasis, où brillent déjà d'innombrables lampes. Dès que le peuple est entré, un des prêtres dit un psaume et tous répondent, après quoi on fait une prière. Ensuite un des diacres dit un psaume, et on fait de même une prière. Un troisième psaume est dit pas un clerc, et l'on fait une troisième prière et mémoire de tous. » (24, 9)
Cette structure très simple, trois psaumes antiphonés suivis chacun d'une prière, est probablement la forme archaïque de l'office des matines. Le fait est que les matines ne sont pas mentionnées le dimanche matin par Égérie. L'office des vigiles hebdomadaires ne serait donc pas autre chose que l'office du matin avancé à l'heure du chant du coq. Les sources liturgiques elles-mêmes, notamment arméniennes et géorgiennes, ont conservé la trace d'un office de vigiles hebdomadaire composé de trois psaumes (avant un évangile)[16].
3. « Quand on a dit ces trois psaumes et fait ces trois prières, voici qu'en plus on apporte des encensoirs à l'intérieur de la grotte de l'Anastasis, de sorte que toute la basilique s'emplit de parfums. Alors, dès que l'évêque se tient debout à l'intérieur des grilles, il prend l'évangile, vient à l'entrée et lit lui-même le récit de la résurrection du Seigneur. » (24, 10)
L'usage byzantin actuel distingue onze péricopes lues à tour de rôle durant les vigiles dominicales (voir l'étude de Sebastià Janeras citée ci-dessous).
4. « L’évangile lu, l’évêque sort ; il est conduit avec des hymnes à la Croix et tout le peuple l’accompagne. Là, on dit à nouveau un psaume et on fait une prière. » (24, 11)
La « Croix » désigne l'endroit dans la cour devant l'Anastasis où se trouvait le bois de la Croix (retrouvé miraculeusement, d'après les récits de l'invention de la Croix, dans les fondations du temple de Jupiter où Constantin a fait bâtir le temple chrétien). C'est, en somme, le Golgotha, nom que porte aussi cet endroit dans les sources liturgiques. C'est là que l'on chante encore un « psaume », mais on chante auparavant, en se rendant à cet endroit depuis l'Anastasis, des « hymnes ». Le lectionnaire géorgien pour les vigiles pascales semble conserver un élément de cette fin d'office : on y trouve trois psaumes (les Ps. 43, 101 et 150, manuscrit S au no 741.1) suivis d'un évangile de la résurrection (no 742), ce qui correspond aux points 2-3 de la structure décrite par Égérie, puis un chant (gardamotkumaï, no 743, manuscrit L), qui correspondrait aux « hymnes » dont parle ici la pèlerine. La tradition byzantine elle-même connaît un hymne après l’évangile des vigiles dominicales, l'« exapostilaire », qui s’apparenterait directement à ce type de chant[17].
5. « L'évêque se retire alors dans sa maison. À partir de ce moment, tous les moines reviennent à l'Anastasis ; on dit des psaumes et des antiennes jusqu'à l'aube, et à chaque psaume ou antienne on fait une prière. (...) Quant aux laïques, hommes et femmes, ceux qui le veulent restent sur place jusqu'à l'aube ; sinon ils retournent dans leurs maisons se coucher et dormir. » (24, 12)

L'office est donc terminé au point 4, mais la veillée du point 1 se poursuit maintenant pour ceux qui le souhaitent, et cela sans doute de la même manière qu'au point 1 (lecture plus ou moins solennisée du psautier).
L'heure de la fin de la veillée (« jusqu'à l'aube ») est l'heure de la fin de l'office du matin en semaine (44, 2). À ce moment commence, le dimanche, la Liturgie eucharistique (25, 1-4).

### Sources & études
- Pierre Maraval, Égérie. Journal de voyage (Itinéraire) - Valère du Bierzo. Lettre sur la Bse Égérie (par M. C. Diaz y Diaz), (Sources chrétiennes, 296), Paris, 1982 (réimpr. 1997)
- Charles Renoux, Le codex arménien Jérusalem 121, t. II. Édition comparée du texte et de deux autres manuscripts, introduction, textes, traduction et notes, Patrologia Orientalis, 36 (1971), 141-390
- Michael Tarchnišvili, Le grand lectionnaire de l'Église de Jérusalem (Ve siècle - VIIIe siècle), t.I (CSCO vol. 188, Scriptores iberici t. 9, texte ; vol. 189, Scriptores iberici t.10, version) & t.II, (CSCO vol. 204, Scriptores iberici t.13 texte ; vol. 205, Scritores iberici t. 14, version), Louvain, 1959 & 1960
- Sebastià Janeras, I vangeli domenicale della resurrezione nelle tradizioni liturgiche agiopolita e bizantina, dans G. Farnedi (éd.), Paschale mysterium (coll. Studia ansel. 91, Anal. lit. 10 = mél. S. Marsili), Rome, 1986, p. 55-69

## Liturgie quotidienne

### Les petites heures
Les mots tertia, sexta, nona ont déjà chez Égérie un sens technique. De son récit on peut tirer une conclusion concernant la fréquence des petites heures à la fin du IVe s., et une déduction (hypothétique) concernant leur origine.
Tierce ne se disait que pendant le carême, sexte en tout temps sauf le dimanche, none en tout temps sauf le dimanche et pas non plus les mercredis et vendredis du temps de carême. Les offices de tierce, sexte, none se font dans l’Anastasis, sauf none pendant la grande semaine au Martyrium (Égérie, 30, 2) et tous les mercredis et vendredis à Sion, où none est suivi de l’oblation (sauf en carême, 27, 6).
Les petites heures ont une origine antérieure à la liturgie cathédrale où ils se sont introduits partiellement et où ils auront tendance à disparaître alors qu'ils s'introduiront rapidement dans la liturgie monastique (comme on le voit dès cette époque chez Cassien). On peut se demander s'il n'y a pas eu deux systèmes de prière quotidienne, celui des milieux judéo-chrétiens avec trois temps (3e, 6e et 9e heures) et celui des autres avec deux temps de prière (matin et soir). La pratique des trois heures de prière quotidienne est en effet plutôt d'origine juive, comme le suggèrent les sources suivantes :
- Lecture des XVIII Bénédictions trois fois par jour dans le judaïsme (détails ici).
- Selon Daniel, 6, 11, Daniel priait dans sa maison trois fois par jour, témoignage relié à la pratique liturgique chrétienne au IIIe s. par des auteurs comme Tertullien, Origène et Cyprien ;
- II Hénoch 51, 4 (peut-être aussi à Qumrân, où l'on cite 1 QH 12, 4-7 et 1 QS 10, 1-3a) ;
- Saint Luc dit explicitement que la « neuvième heure » était dans la Jérusalem juive l’heure de la prière (Ac. 3, 1), et il montre certains apôtres prier à la troisième et à la sixième heures (Ac. 2, 1.15 ; 10, 9).
- Didachè, 8, sur le Notre-Père trois fois par jour.

Toutefois on peut aussi considérer que la pratique des petites heures, comme le suggère en particulier le texte de Daniel, a une origine privée facultative, et qu'elle n'a pas existé séparément des deux autres moments de prière dans la liturgie commune (ou « paroissiale »).
L'office se composait de psaumes et d'antiennes (Égérie, 24, 3). On est fondé à penser que les psaumes étaient fixes : « … on fait en sorte de dire toujours des psaumes ou des antiennes appropriés (apti). Qu’on les dise de nuit, qu’on les dise au contraire le matin, qu’on les dise encore dans la journée, à la sixième heure, à la neuvième heure ou au lucernaire, ils sont toujours appropriés et bien choisis (semper ita apti et ita rationabiles), de manière à être en rapport avec ce que l’on célèbre » (25, 5). La tradition byzantine actuelle, qui est largement héritée de Mar-Saba, prescrit les psaumes 16, 24, 50 à tierce, 53, 54, 90 à sexte, et 83-85 à none (noter « Sion » dans le Ps. 85).

### Vêpres
1. Le premier élément constitutif de l’office du soir est l’allumage des lampes. « À la dixième heure, qu’on appelle ici licinicon — nous disons lucernaire —, toute la foule se rassemble de même à l’Anastasis. On allume tous les flambeaux et les cierges, ce qui fait une immense clarté. Le feu n’est pas apporté du dehors, mais il est tiré de l’intérieur de la grotte, où une lampe brûle nuit et jour » (Égérie, 24, 4). Noter que, dans le judaïsme, l’allumage des lampes à la fin du sabbat est une donnée caractéristique de la liturgie domestique juive. C'est par là aussi que commence à l'origine la vigile pascale (LA no 44.b ; LG no 716).
Dans le rite byzantin actuel, le rite du lucernaire est retardé après une introduction assez longue (Ps. 103, grande synaptie, etc.), dont l’origine est monastique et n’est pas attestée à l’époque qui nous occupe[20].
2. Pendant l’allumage des lampes, le chœur devait entonner les psaumes lucernaires, comme dit Égérie immédiatement après : « On dit aussi les psaumes du lucernaire (psalmi lucernares), ainsi que des antiennes (antiphonae), assez longtemps » (24, 4). Saint Épiphane parle également, à propos de l’office du soir, de « psaumes et prières lucernaires » (De fide, III 2, ch. 23 (GCS III, p. 524).
Le lectionnaire géorgien cite à plusieurs reprises le psaume 140 par son premier verset, au début de l’office du soir, psaume cité aussi comme élément de l’office du soir chez des auteurs comme saint Basile, Chrysostome, les Constitutions apostoliques et Cassien, et auquel Eusèbe semble déjà faire allusion dans le même sens. Mais alors qu’à Antioche et dans l’ancien rite de Constantinople qui en dérive, ce psaume 140 était isolé, la tradition de Jérusalem en connaît d’autres. « La coïncidence des cinq offices [gréco-palestinien (byzantin actuel), arménien, syrien, maronite et chaldéen] sur deux psaumes, le 140 et le 141, dont le sens est très proche l’un de l’autre, permet de conclure avec probabilité que ces deux psaumes appartenaient à la célébration vespérale de Jérusalem[21] ». Les deux autres psaumes de la tradition sabaïte qui s’est imposée dans le rite byzantin actuel, sont les Ps. 129 et 116, dans cet ordre après le Ps. 141.
Les psaumes étaient antiphonés, c'est-à-dire entrecoupés de refrains (tropaires, hypakoai). Il y avait dès le IVe s. à Jérusalem une poésie liturgique relativement élaborée, poésie dont le Iadgari géorgien a très probablement conservé des éléments significatifs[22].
3. « Et voici qu’on va avertir l’évêque. Il descend et s’assied sur un siège élevé ; les prêtres aussi s’assoient à leur place, et l’on dit des hymnes et des antiennes » (24, 4). On s’accorde à dire que l’hymne Φῶς ἱλαρόν, que le lectionnaire cite toujours après le Ps. 140 et qui est conservé jusqu’aujourd’hui dans les vêpres byzantines (et qui est sans doute déjà cité par saint Basile), pourrait remonter au IIe siècle[23].
Arrivé à ce point de la description, il faut imaginer que les lectures prévues par le lectionnaire pour un office du soir devaient s’insérer ici, exactement comme dans la tradition reçue, où le « prokeiménon », c’est-à-dire le verset d’un psaume antiphoné précédant une lecture biblique, se dit après l’hymne du lucernaire. Un tel psaume se trouve par exemple pour les fêtes du 26 et 27 décembre ou du 25 mars, bien qu’aucune lecture particulière ne soit indiquée. Mais il faut insister, à cause d’une opinion assez répandue avant la découverte du récit d’Égérie, que l’office du soir comme les autres offices du jour ne comportent pas, en principe, de lecture.
4. L'office se conclut par différents renvois (catéchumènes, fidèles) en différents endroits (Anastasis, Golgotha) par différents acteurs (diacre, prêtre, évêque). Les Constitutions apostoliques montrent l'existence de prières de renvoi, et on peut voir aussi dans ces rites de renvoi la place primitive des refrains d'« apostiches » conservés par la liturgie byzantine (déplacement de l'Anastasis à la Croix)[24]. À l'origine on ne disait probablement pas ici la grande prière diaconale qui provient de la prière juive des XVIII bénédictions (dont j'ai parlé à propos de la Liturgie de saint Jacques). Son lieu primitif paraît avoir été plutôt none et les deux autres « petites heures ».

### Matines
Nous avons noté plus haut à propos des vigiles de la résurrection les éléments essentiels de cet office : une veillée, des psaumes (ou hymnes) et les renvois sous la direction de l'évêque.
1. L’office du matin n’est que la seconde partie d’une station qui commence par une veillée de prière dès le chant du premier coq pour se terminer usque ad mane (Égérie, 27, 4.5, 30, 1, 32, 1, 35, 1, 41), usque ad lucem (44, 2), c'est-à-dire quand il fait clair (iam luce, 24, 2) mais avant les premiers rayons du soleil qui marquent le début de la première heure du jour.
2. L'office proprement dit, en semaine, commence quand la lumière commence à poindre (iam autem ubi ceperit lucescere, 24, 2), toutefois avant l'aube qui marque l'entrée de l'évêque (albescente, 44, 3). « Alors on commence à dire les hymnes du matin (matutinos ymnos) » (24, 2). La comparaison avec l’office du soir invite à rapprocher les « hymnes du matin » qui précèdent l’entrée du clergé, de la psalmodie vespérale antiphonée qui accompagne l’allumage des lampes. Mais il ne semble pas qu’il y ait une hymne particulière au moment de l’entrée de l’évêque lui-même, comme le Φῶς ἱλαρόν de l’office du soir. Bradshaw se demande si les « hymnes matinaux » ne comprennent pas trois éléments, comme dans la vigile cathédrale (Égérie, 24, 9 et Constitutions apostoliques, II 59) ; on s’accorde du moins à considérer le psaume 62 (LXX) mentionné à Antioche par Chrysostome et les Constitutions apostoliques comme un élément constitutif de l’office du matin ; et puisqu’il y a nécessairement plus d’une « hymne », on pense aussi au Gloria in excelsis mentionné dans les Constitutions apostoliques VII 47, dans le lectionnaire géorgien (no 609.1, 616.2, 624.1 et 168+) et conservé dans la tradition reçue. Le troisième élément, le psaume 50, apparaît dans un nombre impressionnant de traditions liturgiques pour l’office du matin ; il en va de même des Ps. 148-150. Winkler résume : « the morning office consists of selected psalms which include ps 50 or 62 (or both) and pss 148-150 with the Gloria in excelsis[25] ». En réalité il y avait probablement d'autres hymnes possibles. Hésychios de Jérusalem est l’auteur d’un commentaire sur les Odes qui figurent dans une partie de la tradition manuscrite du psautier de la LXX. Ces cantiques de l’Ancien et du Nouveau Testament sont au nombre de 14, auxquels s’ajoute le Gloria in excelsis. Il est assez vraisemblable que le commentaire d’Hésychius n’était pas un simple exercice exégétique, mais, comme devaient l’être aussi ses commentaires sur les psaumes (CPG 6552-6554), reposait sur une certaine pratique liturgique[26]. Il est toutefois difficile de penser, comme semblait le faire Schneider, que les 15 cantiques figuraient au programme relativement bref des matines quotidiennes. Par contre, dans certaines conditions qui nous échappent aujourd’hui, on peut tenir pour très probable que certaines de ces Odes étaient incluses dans les ymni matutini d’Égérie.
Si l'on peut suivre l'hypothèse d'une structure en trois psaumes ou hymnes, on pourrait imaginer un rapprochement avec la tradition juive pour le shema' israel, qui est entouré le matin par trois prières (quatre le soir), et y voir une source des matines chrétiennes.
3. L’évêque arrive « pour faire le renvoi du matin avec tous les clercs » (24, 2), comme le soir. Le texte dit très précisément : « [L’évêque] entre aussitôt dans la grotte et, derrière les grilles, il dit d’abord une prière pour tous (pro omnibus) ; il fait aussi mémoire des noms de ceux qu’il veut, puis il bénit les catéchumènes ; ensuite (item) il dit une prière et bénit les fidèles. Après cela (et post hoc), lorsque l’évêque sort de derrière les grilles, tous s’approchent à portée de sa main ; il les bénit un à un en sortant et le renvoi a lieu alors qu’il fait jour (ac sic fit missa iam luce) » (24, 2).

### Vigiles des fêtes majeures
Le vieux lectionnaire arménien connaît trois vigiles,
- celles de l’Épiphanie la nuit du 6 janvier (no 1 et 1.b dans l'édition de Charles Renoux),
- celles du jeudi au vendredi avant Pâques (no 39.b-42)

Cette vigile dure toute la nuit, commençant par une longue série de psaumes divisés en cinq groupes de trois — psalmodiés avec la même antienne et suivis d’une « prière avec agenouillement » —, psalmodie suivie de sept lectures stationnales tirées uniquement des Évangiles, divisant la Passion en sept parties (Éléona, Imbomon, Éléona, Gethsémani, maison de Caïphe, palais de Pilate, Golgotha, avec des nuances selon les manuscrits). C'est cette vigile qui est à la base du chemin de croix de la tradition franciscaine et catholique.
- et celles de la nuit du samedi au dimanche de Pâques (n°44.b-c).

Les vigiles de l’Épiphanie et de Pâques sont assez semblables. Après le lucernaire (l'office du soir), elles comprennent douze lectures, dont certaines sont identiques pour ces deux fêtes. La douzième, le cantique des Trois jeunes-gens dans la fournaise (Dn 3, 52-90), est antiphonée : l’assemblée répond par un refrain non-biblique aux différents versets du cantique. Une liturgie eucharistique (deux à Pâques) suit ces lectures.
Des vigiles pour le 40e jour après Pâques (ch. 42) et pour le 40e jour après l'Épiphanie (ch. 26) sont aussi mentionnées par Égérie. La description est assez précise pour le 40e jour après Pâques : on se rend à Bethléem la veille « après la sixième heure » et, le lendemain (donc après avoir dormi, comme à Pâques et à l'Épiphanie), une liturgie eucharistique se célèbre au même endroit.
Le lectionnaire géorgien transpose premièrement les vigiles de la nativité le 25 décembre et donne pour le 6 janvier une série de lectures plus appropriée à la thématique du baptême de Jésus vers laquelle a évolué l'Épiphanie (sans doute déjà sous l'évêque Juvénal). L'eucharistie suit désormais directement la séquence lucernaire-vigiles. Des vigiles ont pu exister à l'occasion d'autres fêtes, comme aux fêtes de l'Ascension, de la Transfiguration ou de la Dormition (aussi à l'Hypapante et à Pentecôte), mais les allusions du lectionnaire sont assez imprécises.

### Éléments bibliographiques
- P.F. Bradshaw, Daily Prayer in the Early Church. A Study of the Origin and Early Development of the Divine Office, Londres (Alcuin), 1981
- R. Taft, La liturgie des heures en Orient et en Occident. Origine et sens de l’office divin (Mysteria, 2), 1e éd. angl. 1986, s.l., 1991
- * Eric Segelberg,"Έὺχῂ τοῦ Θυμιάματος. Towards the history of a prayer in the Liturgy of St. James." Dans: Έὑχαριστῄριον, Τιμητικὸς τὁμος ἐπί τή 45ετηρίδι έπιστημόικης δράσεως καἰ τῇ 35ετηρίδι τακτικῆς καθηγεσἱας Α. Σ. Άλιβιζάτου. Athènes 1958, réimprimé dans: Segelberg, Gnostica - Mandaica Liturgica. (Acta Universitatis Upsaliensis. Historia Religionum 11.) Uppsala 1990.